# Le Maître de forges
Pour les articles homonymes, voir Le Maître de forges (homonymie).
Le Maître de forges est un roman de l'écrivain français Georges Ohnet paru en 1882.
C'est une histoire sentimentale se déroulant dans un cadre bourgeois, utilisant les recettes du mélodrame et du feuilleton.
Le Maître de forges a été adapté pour le théâtre par Ohnet lui-même dès l'année suivante. Créée au théâtre du Gymnase le 15 décembre 1883, la pièce connaîtra la célébrité, avec plus de 271 représentations en quelques mois : « un immense succès d’intérêt, d’émotions et de larmes », écrira-t-on dans Le Figaro le lendemain de la première[réf. nécessaire]. Succès qui dépassera même les frontières de la France puisque la pièce sera jouée à Saint-Pétersbourg et à Londres.

## Éditions
- Georges Ohnet, Le Maître de forges, édition originale : Paul Ollendorff, 1882 - 480 pages (en ligne ; 10e édition)
- Georges Ohnet. Le Maître de forges : pièce en 4 actes et 5 tableaux (défets de presse en ligne)
- Georges Ohnet, Le Maître de forges, réédition Presses Sélect, 1979  (ISBN 2891320549 et 9782891320542)
- Georges Ohnet, Le Maître de forges, réédition Albin Michel, (coll. Les grands romans), 1933, 1949, 1983  (ISBN 2-22601776-3 et 978-2-22601776-5)
- Georges Ohnet, Les Batailles de la vie. Le Maître de forges, Adamant Media Corporation (Elibron Classics, 2001  (ISBN 0-54376406-0 et 978-0-54376406-5)
- Georges Ohnet, Le Maître de forges, reprint Kessinger Publishing, février 2010  (ISBN 1-16016287-5 et 978-1-16016287-6)

## Adaptations au cinéma
- 1912 : Le Maître de forges, film muet français de Henri Pouctal
- 1933 : Le Maître de forges,  film français de Fernand Rivers et Abel Gance, avec Gaby Morlay et Henri Rollan
- 1948 : Le Maître de forges,  film français de Fernand Rivers, avec Jean Chevrier
- 1959 : Le Maître de forges (Il padrone delle ferriere), film italien d'Anton Giulio Majano, avec Antonio Vilar et Virna Lisi